# Pendeln

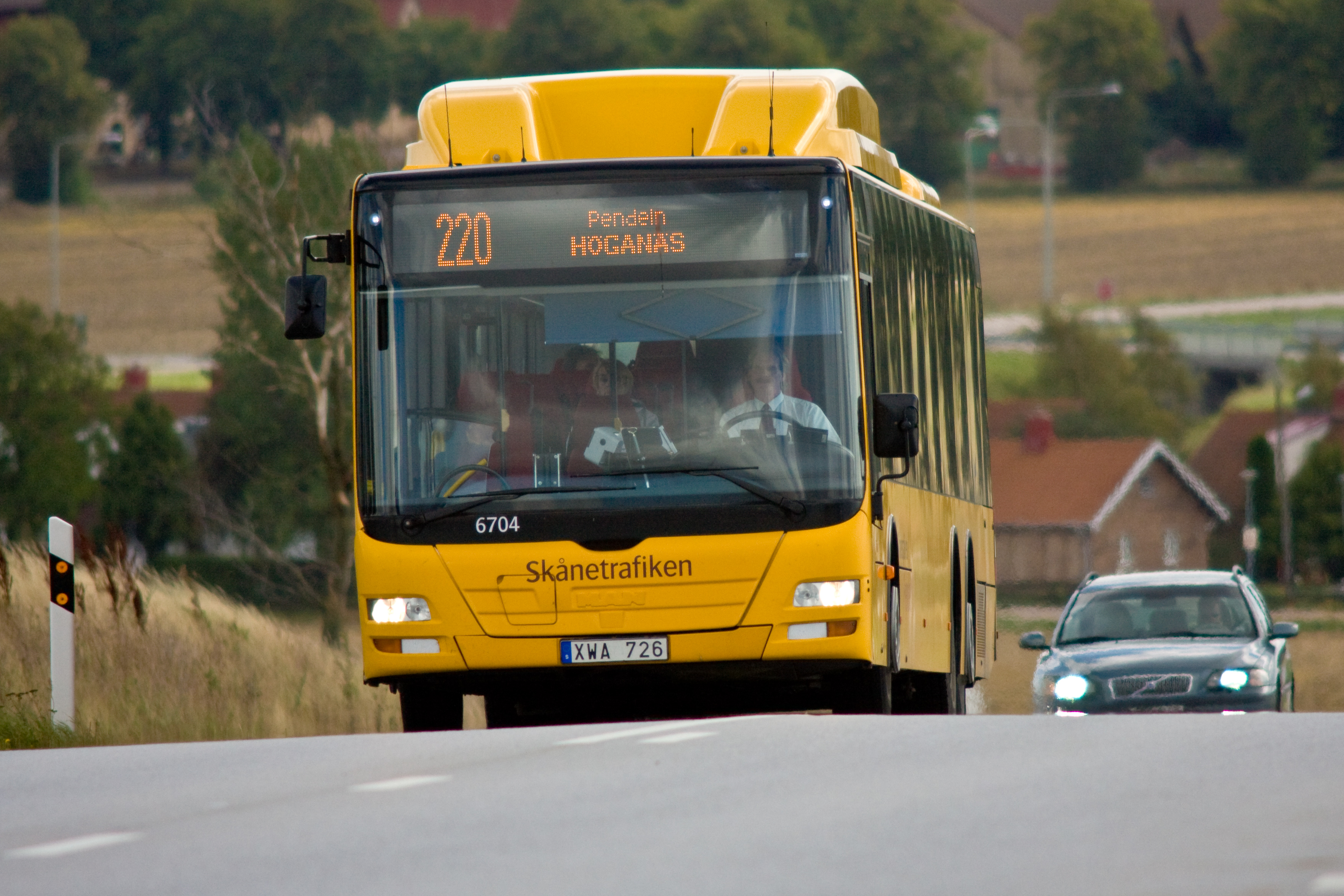
Linje 220, skyltad som Pendeln, på väg mot Höganäs.

Pendeln var en benämning Skånetrafiken använde för regionbussar på ett antal linjer med särskilt mycket resande. Skånetrafiken lanserade begreppet Pendeln i maj 2002.
Kännetecknande för Pendeln-linjerna var att det gick minst en buss i kvarten (och så tätt som var femte minut på vissa linjer) både morgon och eftermiddag och oftast varje halvtimme resten av dagen.

## Linjer
Pendeln-linjer från 13 dec 2015:
| Linje | Sträckning                               |
| ----- | ---------------------------------------- |
| 100   | Malmö – Vellinge – Höllviken – Falsterbo |
| 130   | Lund – Åkarp – Malmö                     |
| 131   | Lund – Malmö                             |
| 137   | Bjärred – Lund                           |
| 139   | Lund – Lomma                             |
| 141   | Malmö – Svedala                          |
| 150   | Malmö – Hyllie – Tygelsjö – Vellinge     |
| 166   | Södra Sandby – Lund – Staffanstorp       |
| 169   | Lund C – Lund Brunnshög – Malmö          |
| 171   | Lund Norra Fäladen – Lund LTH – Malmö    |
| 219   | Helsingborg – Rydebäck                   |
| 220   | Höganäs – Viken – Helsingborg            |
| 551   | Kristianstad - Åhus - Yngsjö - Furuboda  |